# Manuel González de Aguilar
Manuel González de Aguilar Torres de Navarra y Montoya (Andalucía, siglo XVIII; principios del siglo XIX) brigadier del ejército español, capitán general de la Provincia de Venezuela entre 1782 y 1786, gobernador de la Real Audiencia de Santo Domingo, entre 1786-88, caballero del hábito de Santiago, Gobernador Superintendente del Reyno de Filipinas por muerte de Rafael María de Aguilar y Ponce de León el 7 de agosto de 1806.

## Biografía
Casó con María Manuela Magdalena de París de Zabala y Bravo del Rivero, bautizada el Lima el 9 de febrero de 1781, hija del matrimonio formado por Pedro Nolasco de Zabala y Pardo de Figueroa, IX Señor de la Casa de Zabala, VI Marqués de San Lorenzo de Valleumbroso, último poseedor por juro de heredad del oficio de Contador Mayor del Tribunal de la Santa Cruzada del Reino del Perú y María Ana Pardo de Figueroa y de Esquivel, IV Marquesa de San Lorenzo de Valleumbroso.
Brigadier de los Reales Ejércitos. Teniente General y Capitán General de Manila e Islas de Filipinas.

## Capitán General de Venezuela
Anteriormente Gobernador de Nueva Andalucía, designado por el rey el 11 de marzo de 1782, gobierna la Capitanía General de Venezuela poco más de tres años, desde el 24 de diciembre de ese mismo hasta el 14 de febrero de 1786. De su gestión destaca un hecho cultural singular: en 1784 donó, con recursos de su propio bolsillo, un teatro a la ciudad de Caracas. Tras terminar su periodo fue nombrado Gobernador y Presidente de la Real Audiencia de Santo Domingo.

## Filipinas
El 4 de marzo de 1810 llegó y tomó posesión de la Capitanía General de las Filipinas tras un periodo de interinidad desempeñado por Mariano Fernández de Folgueras.
Ocupó el cargo hasta el 4 de septiembre de 1813.

## Sublevación de los de Ilocos Norte
En 1811, su primer año de gobierno,  volvieron a sublevarse los de Ilocos del Norte bajo el pretexto de fundar una religión. La rebelión fue sofocada.

## Constitución
El 17 de abril de 1813 proclama en Manila la Constitución Española de 1812.

"...Son ciudadanos todos aquellos españoles que por ambas líneas traen su origen de los dominios españoles de cualesquiera de los dos hemisferios, y están avecindados en algún Pueblo de estas Islas, bien sea Indio, o blanco, Europeo o americano, el mestizo, o los hijos de unos y otros, que sean naturales, siempre que estén legitimados en el sentido de la Ley..."
 Prontuario directivo, capítulo 2, 9-10.

El 19 de junio de 1813, acuerda imprimir un prontuario dirigido a los individuos que se van a elegir para formar la Diputación Provincial de las Islas Filipinas. Seis ejemplares fueron remitidos al Consejo de Regencia, para su noticie e inteligencia de las Cortes.
Por la lejanía de las islas desconocía como el 4 de mayo, Fernando VII había derogado la Constitución y detenido el 10 de mayo  a los miembros de la Regencia.
| Predecesor: Pedro de Nava                  | Capitán general de Venezuela 24 de diciembre de 1782 - 14 de febrero de 1786 | Sucesor: Juan de Guillelmi y Andrada-Vanderwilde |
| Predecesor: Joaquín García y Moreno        | Gobernador de la Capitanía General de Santo Domingo 1786 – 1788              | Sucesor: Joaquín García y Moreno                 |
| Predecesor: Mariano Fernández de Folgueras | Capitán general de Filipinas 4 de marzo de 1810 – 4 de septiembre de 1813    | Sucesor: José Gardoqui Jaraveitia                |